# Simeon Toribio
Simeon Toribio   (Bohol, 3 de setembre de 1905 - Carmen, 5 de juny de 1969) va ser un atleta filipí, especialista en el salt d'alçada, que va competir durant les dècades de 1920 i 1930.
Va estudiar a la Universitat Silliman. Durant la seva carrera esportiva va prendre part en tres edicions dels Jocs Olímpics d'Estiu, el 1928, 1932 i 1936. El 1928, a Amsterdam, fou quart en la prova del salt d'alçada, en una competició en què va perdre la medalla en el desempat ja que va saltar la mateixa alçada que Benjamin Hedges i Claude Ménard, medalla de plata i de bronze respectivament. El 1932, a Los Angeles, guanyà la medalla de bronze en la mateixa prova. Novament es va haver de recórrer al desempat per determinar les medalles ja que saltà la mateixa alçada que Duncan McNaughton i Robert van Osdel, or i plata respectivament. El 1936, a Berlín, fou dotzè en el salt d'alçada. En aquests mateixos Jocs fou l'abanderat filipí en la cerimònia inaugural.
En el seu palmarès també destaquen tres medalles d'or als Jocs de l'Extrem Orient, el 1927, 1930 i 1934. El 1930 fou guardonat amb el Helms World Trophy i fou reconegut com l'atleta més destacat de l'Àsia.
Completà els seus estudis a la Universitat de Califòrnia a Los Angeles on es graduà en enginyeria civil. Entre 1941 i 1953 fou escollit membre de la Cambra de Representants de les Filipines en representació del Districte de Bohol.

## Millors marques
- Salt d'alçada. 2,00 metres (1930)[5]